# 黄大昉
黄大昉（1942年8月—），汉族，中华人民共和国政治人物、第十一届全国政协委员。
担任中国农业科学院生物技术研究所研究员2008年，当选第十一届全国政协委员，代表农业界，分入第三十九组。并担任教科文卫体委员会专委。。他是国家转基因生物安全委员会委员，力挺转基因作物产业化。